# Pyramide d'Hellénikon
La pyramide d'Hellénikon (grec moderne : Πυραμίδα του Ελληνικού), autrefois appelée aussi pyramide de Kenchreai ou pyramide de Képhalaria, est un vestige archéologique de la Grèce antique, situé près du village d'Ellinikó (Argolide), dans l'ouest de la plaine d'Argolide, dans le Péloponnèse, en Grèce. Ni la date de la construction du bâtiment, ni sa destination ne sont connues avec certitude. À l'époque classique, c'était probablement un avant-poste militaire en forme de tour ou un bâtiment agricole. Certains livres pseudo-scientifiques affirment qu'il s'agit d'une véritable pyramide de la préhistoire,. Il semble que la pyramide date en réalité du IVe siècle av. J.-C.
Il existe dans le Péloponnèse deux autres pseudo-pyramides, dont il ne reste que des éléments de fondations : l'une à Ligourio, une trentaine de kilomètres plus à l'est, près du sanctuaire d'Épidaure, connue sous le nom de pyramide de Lygourion, l'autre en Laconie, appelée pyramide de Viglaphia.

## Situation géographique
La pyramide d'Hellénikon se trouve dans le sud-ouest de la plaine d'Argolide, près des cascades de la rivière Érasinos, la Kefalari moderne, à une dizaine de kilomètres au sud-ouest d'Argos. Elle est située sur une petite colline, au pied d'un contrefort oriental des monts de Ktenias. Le Cheimarrhos, généralement à sec, s'étend à environ 80 m à l'ouest. À environ 200 m au sud, de l'autre côté du ruisseau, ont été trouvées les fondations d'une ancienne tour avec une base de 10 × 10 m .
Le bâtiment a été nommé d'après la ville voisine d'Hellénikon, l'Ellinikó (Argolide) moderne, qui passait autrefois pour l'ancienne ville de Cenchrées (Argolide). À proximité se trouvent également les vestiges de la forteresse argienne d'Hysiai, sur l'ancienne route de Lerne à Tégée.

## Sources historiques
Les sources écrites sont rares. Pausanias mentionne au IIe siècle après J.-C. un bâtiment près de Kenchreai qu'il décrit comme un polyandrium (une tombe collective, un charnier), et non une pyramide. Là sont censés être enterrés les guerriers argiens morts dans la bataille entre Pheidon d'Argos et les Lacédémoniens en -669/8.
Pausanias décrit une pyramide un peu plus loin sur le chemin entre Argos et Épidaure. Celle-ci est souvent associée à la pyramide d'Hellénikon, bien qu'elle soit située à l'est et non à l'ouest d'Argos. On a supposé que cela pouvait se référer à la pyramide de Ligourio. Pausanias écrit : « [...] sur le chemin d'Argos à Épidaure, il y a une structure pyramidale, à droite, décorée de boucliers de style argolique [...] ». La pyramide aurait été érigée en l'honneur des morts d'une bataille entre les frères jumeaux Proitos et Akrisios, dans une guerre dont leur père Abas a été victime.

## Exploration

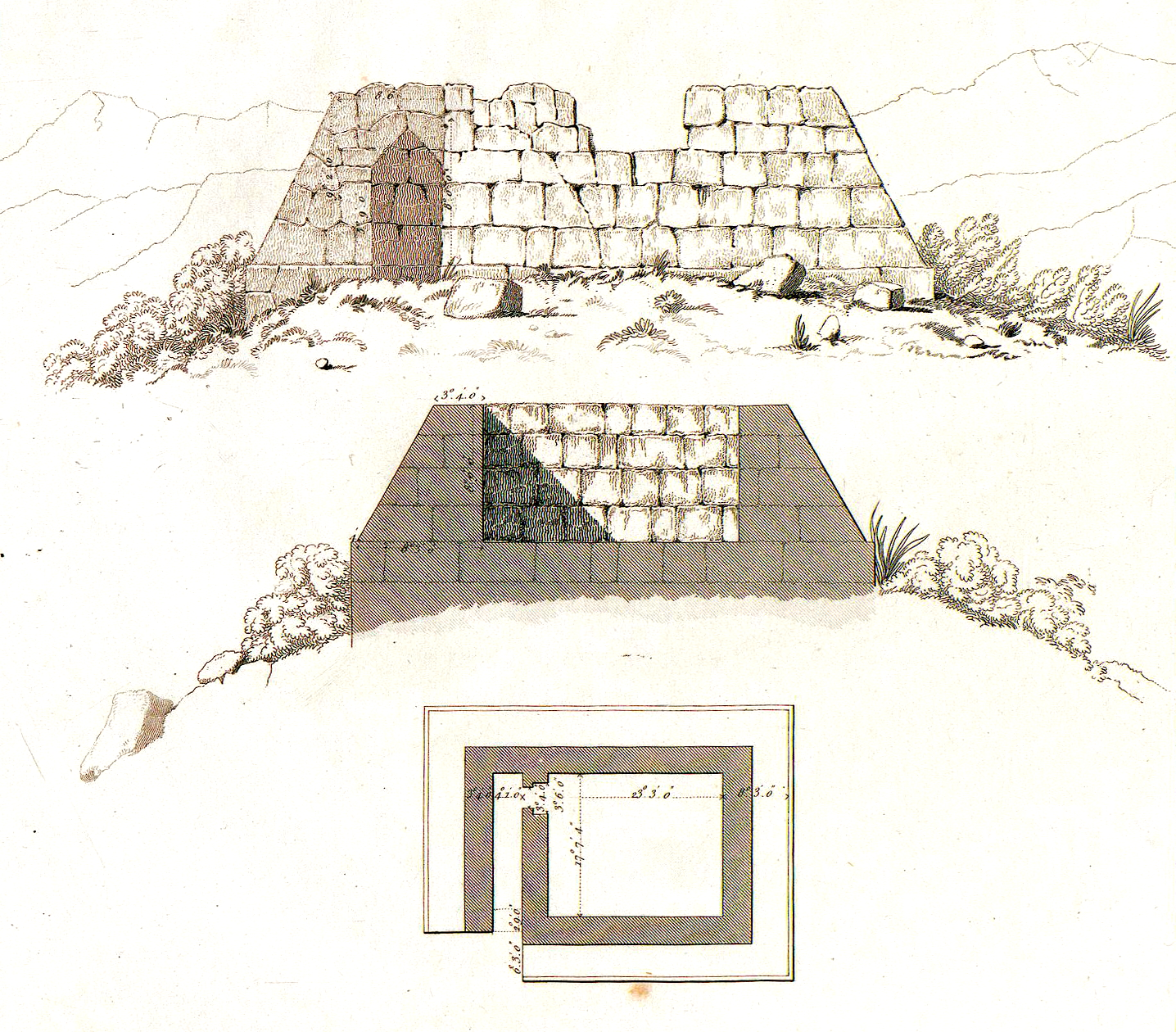
Vue, dessin en coupe et plan de niveau de la pyramide d'Hellénikon, par Charles Robert Cockerell, entre 1810 et 1815.

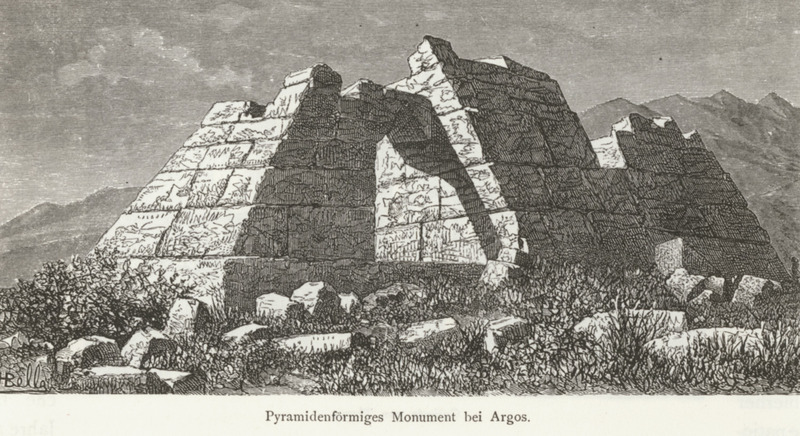
Dessin de 1887, par le militaire autrichien Amand von Schweiger-Lerchenfeld, montrant le renfoncement de l'entrée, à l'angle sud-est.

Entre 1753 et 1755, James Stuart et Nicholas Revett ont visité la pyramide d'Hellénikon. Ils soupçonnaient qu'il s'agissait d'une tour de guet et de signalisation (phryctorion) ; Charles Robert Cockerell a fait un dessin. Le 13 mars 1806, William Martin Leake est venu à Elliniko et a pris un croquis. Leake pensait que c'était un polyandrium, mais pas celui décrit par Pausanias. Lors de l'opération militaire française de l'expédition de Morée, de 1828 à 1833, la pyramide d'Hellénikon a été décrite dans un ouvrage scientifique,.
La première description assez détaillée du bâtiment a été écrite par l'archéologue Ludwig Ross, qui s'est rendu en Grèce en 1833 et 1834. Il l'a également considéré comme une tombe et s'est rendu compte qu'il n'aurait jamais pu avoir une forme pyramidale pour des raisons structurelles. Entre 1838 et 1840, Ernst Curtius a examiné la pyramide d'Hellénikon. Curtius a conclu de la position du loquet de la porte que ce n'était pas une tombe, puisque la porte était verrouillée de l'intérieur. Le chercheur anglais William George Clark a refusé l'identification comme une tour de guet à cause du mur extérieur en pente qu'un attaquant pouvait escalader et parce que l'intérieur n'avait pas de fenêtre et que les gardes ne pouvaient donc pas voir ce qui se passait à l'extérieur. Wilhelm Vischer-Bilfinger, qui a visité l'endroit le 17 avril 1853, était de cet avis et a supposé que la tombe était très ancienne. Chrístos Tsoúntas et J. Irving Manatt considéraient la pyramide comme une tour de guet construite par les Doriens d'Argos.
En 1896, Theodor Wiegand a examiné la pyramide d'Hellénikon. En 1901, il réalise les premières fouilles avec Carl Watzinger et mesure le bâtiment. Le chercheur en architecture Hubert Knackfuß en a établi un plan. Du 7 au 10 août 1937, les archéologues Robert Ehrich et Ann Hoskin Ehrich ont effectué des fouilles sous la direction de Louis E. Lord. Lord en a conclu que la pyramide n'était ni une tombe, ni une tour, mais une auberge pour les soldats qui patrouillaient et percevaient les impôts. En 1982-3, William Kendrick Pritchett et Helena M. Fracchia ont examiné la zone entourant la pyramide : ils ont émis l'opinion qu'il s'agissait d'un bâtiment agricole. En 1992, Perikles Theokaris et Georgios Veis ont effectué des mesures pour en déterminer l'âge. Selon ses enquêtes de 1995, Christos Piteros a supposé que la pyramide avait au moins un étage supplémentaire, peut-être un deuxième, en adobe et en bois.

## Datation
La pyramide d'Hellénikon est datée stylistiquement du IVe siècle av. J.-C. La datation sur la base de la céramique n'est pas possible directement, car les fouilles précédentes ont détruit les couches déposées sans enquête ni documentation préalables. Au-dessous des fondations de la pyramide se trouvaient des tessons de céramique de la fin de l'helladique ancien (fin du 3e millénaire avant J.-C.). Le bâtiment ne peut donc avoir été érigé qu'après cette période. La plus ancienne poterie postérieure, qui a été trouvée à proximité et très occasionnellement, ne peut être datée que du Ve siècle av. J.-C. La céramique la mieux représentée est datée de la fin de la période classique (-350/-325). La pyramide de Lygourion, qui ressemble le plus à la pyramide d'Hellénikon, a été construite dans la seconde moitié du IVe siècle av. J.-C.
Le 2 septembre 1995, l'Académie d'Athènes a publié les résultats des datations de divers échantillons de pierre prélevés dans la pyramide d'Hellénikon. Les échantillons ont été évalués à Athènes et à Édimbourg en utilisant la luminescence stimulée optiquement. Selon les enquêtes de P. S. Theocaris et G. Veis, le bâtiment d'Hellénikon se situe à 3240 ± 640 av. J.-C. et celui de Ligourio à 2520 ± 680 av. J.-C. Cependant, la méthode utilisée  a été développée pour dater des échantillons de quartz et de feldspath. Comme la pyramide est constituée de calcaire, cette datation est controversée et peu sûre. Si ces investigations étaient correctes, ce serait la plus ancienne pyramide découverte à ce jour. L'archéologue Adamantios Sampson a écrit dans le magazine « Archaelogia kai Technes », en décembre 1995, qu'aucune structure  aboutissant à une expertise similaire n'a été trouvée de cette époque dans cette région : si les dates de l'Académie d'Athènes étaient correctes, ce bâtiment serait unique. En 1997, P. S. Theocaris, I. Liritzis et R. B. Galloway ont publié les résultats de leurs recherches sur la datation des pyramides d'Hellénikon et Ligourio. Ils ont notamment réadapté la méthode de thermoluminescence pour la datation de murs de calcaire. Avec une évaluation un peu plus conservatrice, la période de construction de la pyramide Hellenikon était de 2730 ± 720 avant J.-C. et pour celle de Ligourio de 2260 ± 710 av. J.-C. Cette datation est rejetée par la plupart des archéologues. Elle a été réalisée à l'aide d'une méthode sans réserve et a ignoré toutes les enquêtes et résultats des recherches antérieures. Des restes de mortier, trouvés à certains endroits de la pyramide d'Hellénikon, datent de la période romaine : ils sont attribués à des réparations ultérieures du bâtiment.

## Description
La maçonnerie, faite de calcaire gris en appareil trapézoïdal et partiellement polygonal, rappelle d'autres bâtiments de la période classique. Si l'on suppose que ce bâtiment est vraiment une pyramide, il faut admettre qu'il a dû atteindre une hauteur de 7 à 8 mètres. Cependant, il apparaît très difficile de couvrir en pierre un aussi vaste volume intérieur. Aussi de nombreux scientifiques sont-ils d'avis qu'il ne s'agit pas d'une pyramide, mais d'une tour de guet à base inclinée.

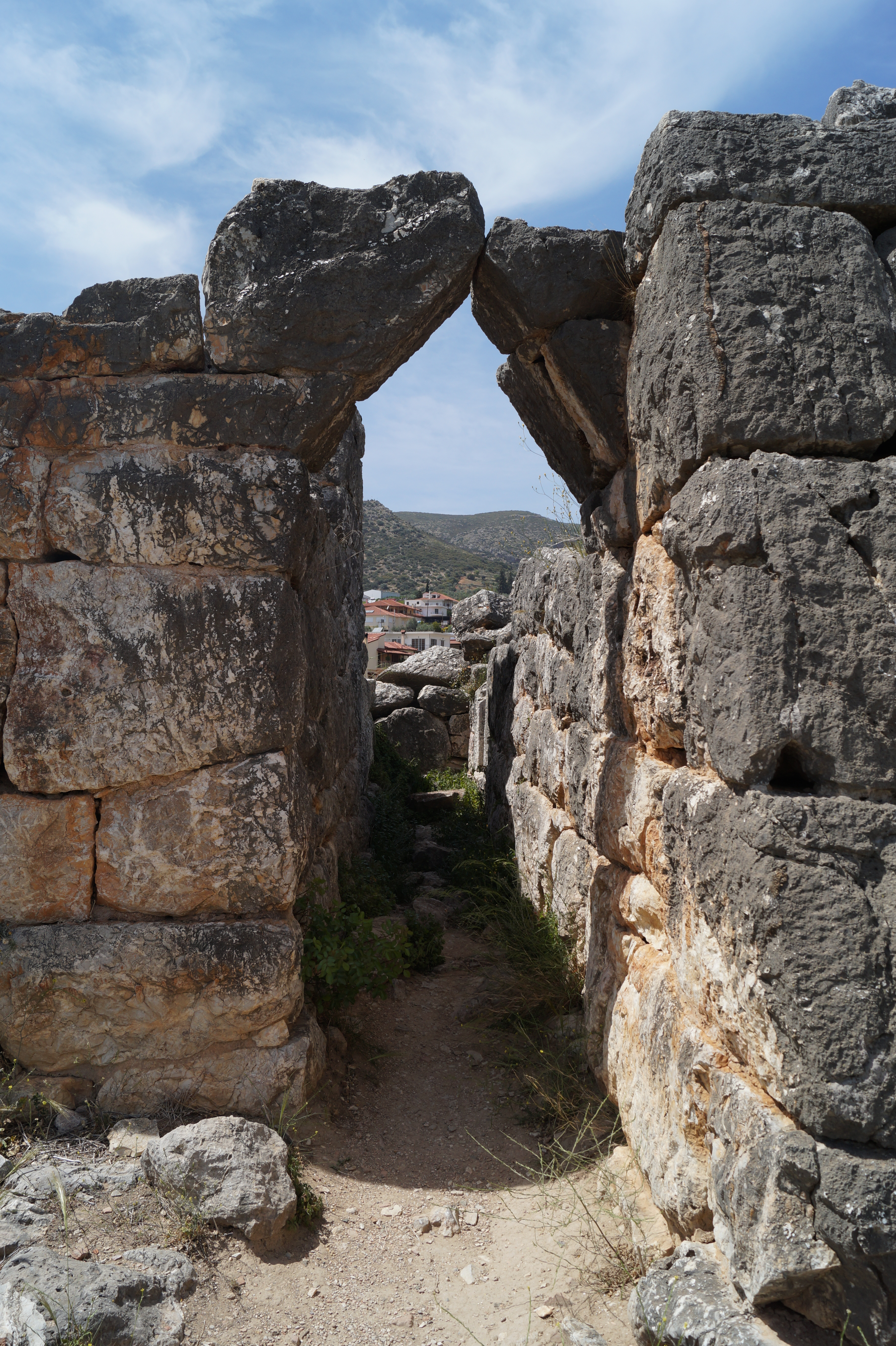
Entrée et couloir.

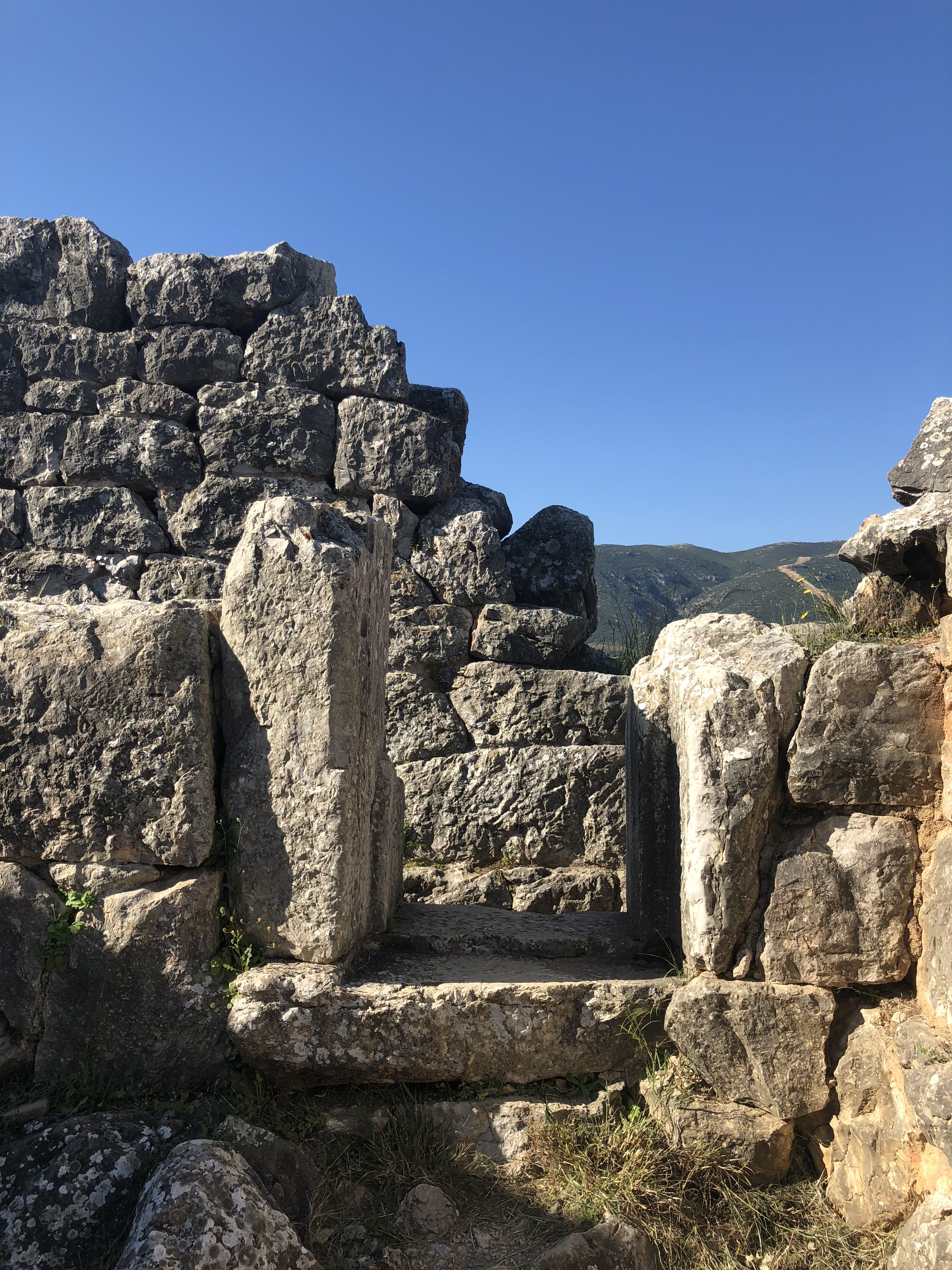
Seuil de l'entrée de la pièce principale.

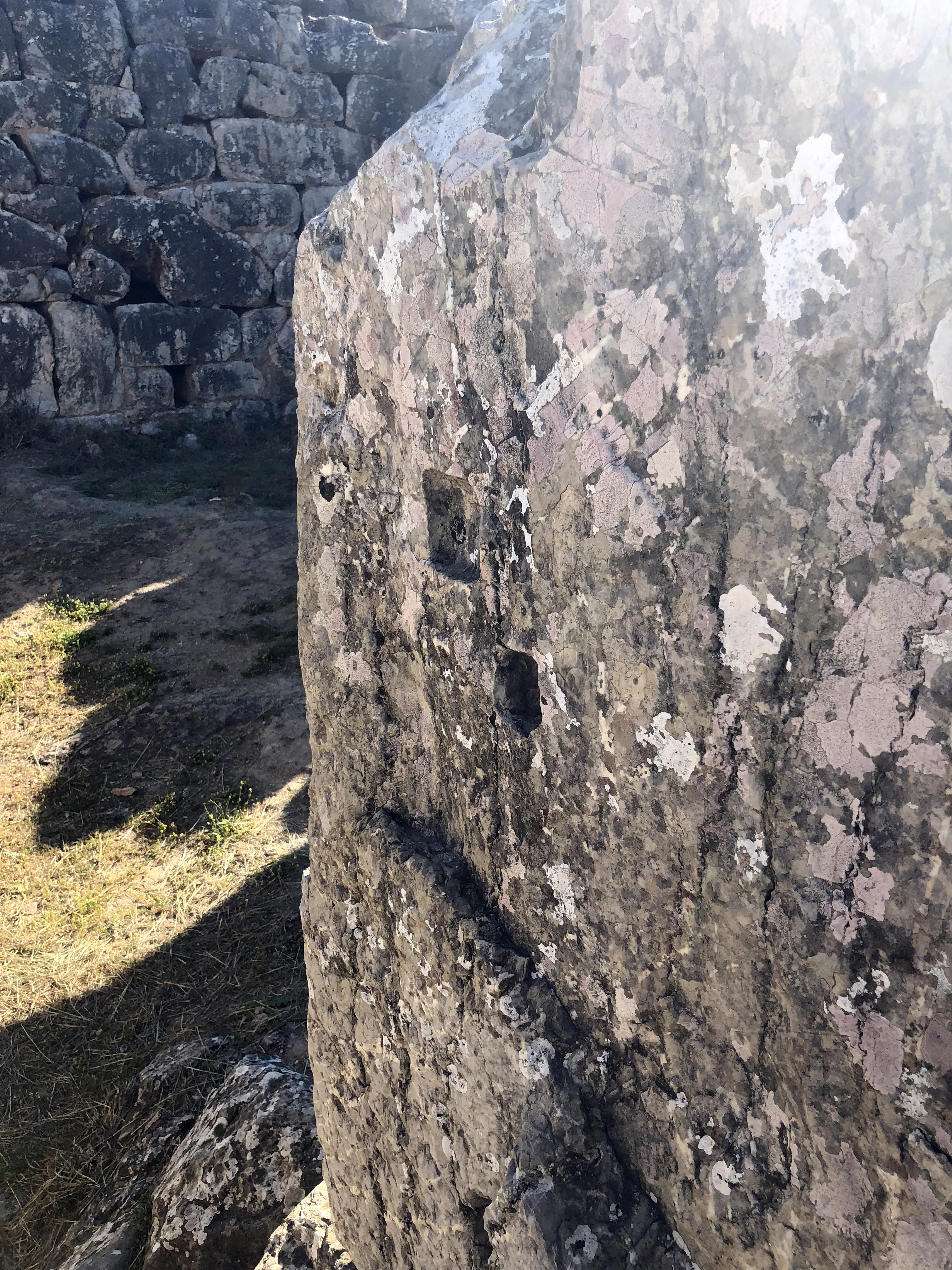
Trous de fixation et de sécurisation de la porte d'entrée de la pièce principale.

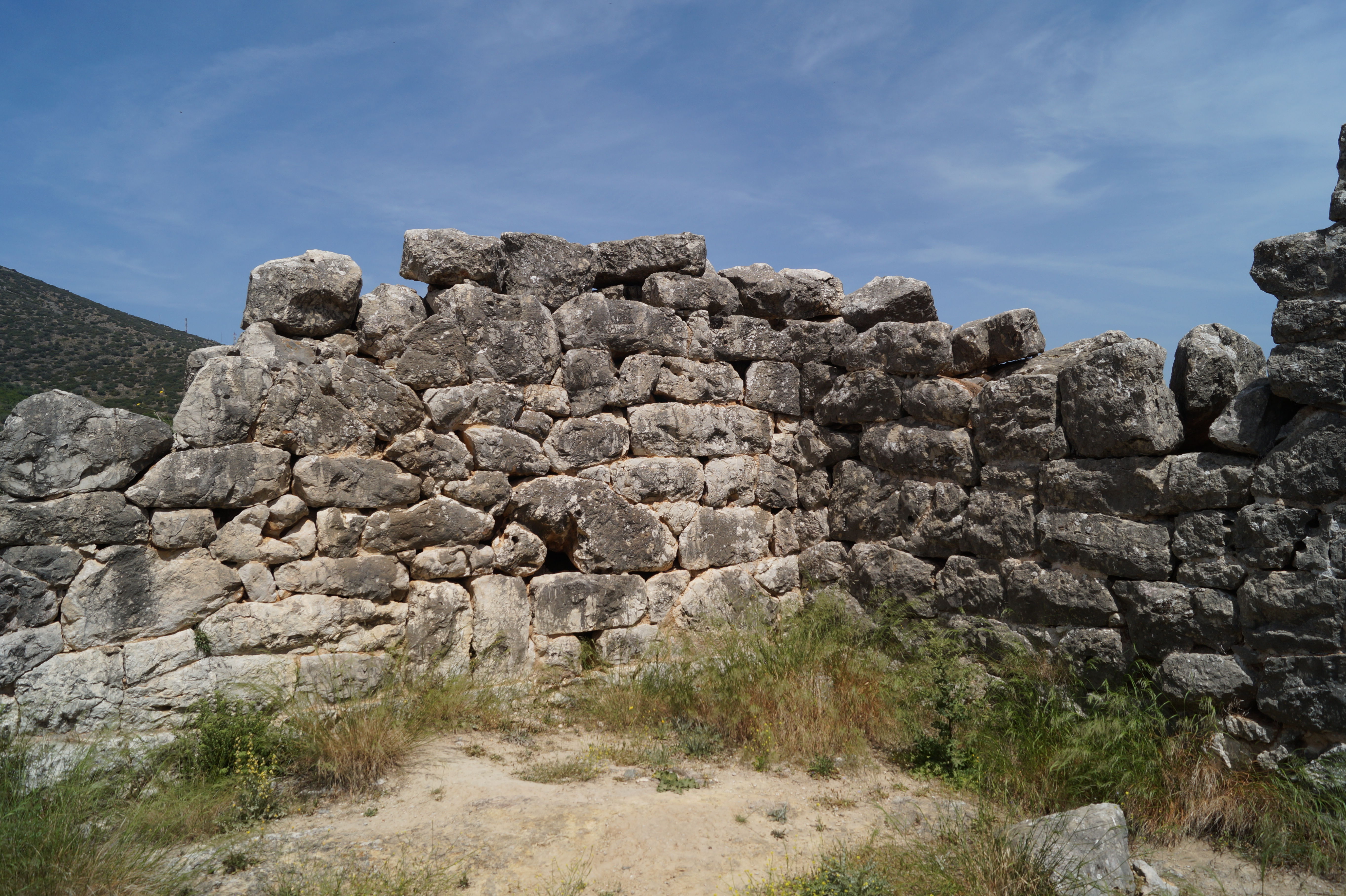
Pièce principale : mur nord-ouest avec une ouverture de drainage et, en haut, quatre trous de boulins.

Le bâtiment a un plan rectangulaire d'environ 14,70 × 12,60 m. Les murs, qui atteignent encore aujourd'hui une hauteur de 3 mètres, ont une pente externe d'environ 55°. À l'angle sud-est, le remblai comporte un renfoncement rectangulaire dans lequel est ménagée l'entrée qui donne accès, par l'est, à un couloir couvert d'une voûte triangulaire, dont il reste une arche. Il mesure environ 1,10 m de large et on peut y observer deux trous qui ont été utilisés pour fixer une porte. Il y a également des trous des deux côtés, sous l'arc, pour accueillir un linteau. Wiegand a trouvé le seuil de porte brisé à l'est du bâtiment. Cet étroit couloir mène à une ouverture sur la droite, qui donne accès à un vaste espace carré unique d'environ 7,10 × 7,10 m. Les découpes dans le seuil de la porte et les parois latérales montrent qu'ici aussi, une porte s'ouvrait vers l'intérieur. Un renfoncement rectangulaire assez grand a probablement accueilli une traverse destinée à verrouiller la porte du dedans. Cette constatation montre que le bâtiment n'est pas une tombe. Le sol, constitué d'argile pilée, était recouvert d'une couche de petites pierres. À l'intérieur, au nord, ont été retrouvés les restes d'une petite citerne  de nos jours remplie d'eau. Du mur nord débouche vers l'extérieur un trop-plein dont la structure montre qu'il a été créé lors de la construction du bâtiment. Lord soupçonnait que ce trop-plein était initialement utilisé pour drainer le sol et que la citerne avait été aménagée postérieurement. Au sol, une fondation dans la roche, orientée est-ouest, divise la pièce à peu près en deux parties égales.
Une deuxième fondation en direction nord-sud divisait de nouveau la partie sud. À environ 3 mètres de hauteur se trouvent quatre découpes rectangulaires de 0,20 × 0,21 m dans le mur nord. Comme le montrent les dessins en coupe de l'expédition de Morée, sept de ces trous rectangulaires étaient encore conservés au XIXe siècle, probablement des trous de boulins, destinés à contenir des poutres en bois soutenant le sol du premier étage. Les pierres ont été partiellement assemblées avec du mortier. L'étage supérieur avait des murs d'environ 90 cm d'épaisseur et 50 cm de hauteur. Lord n'a pas considéré cette hauteur suffisante pour un parapet, raison pour laquelle il a refusé de voir une tour de guet dans la pyramide d'Hellénikon. Il pensait également qu'il n'y avait pas d'autres structures en adobe et en bois et qu'il ne s'agissait que d'une pyramide tronquée.
Wiegand a découvert à l'intérieur une meule de brèche brisée. Une dépression de 90 cm de long et 52 cm de large a été trouvée sur le mur est. Des fragments de céramique de la fin de l'Helladique ancien ont également été trouvés sous les murs. En raison des destructions antérieures, peu de poteries ont été découvertes  leur position d'origine lors des fouilles de 1937. Ce sont surtout des céramiques de la fin de l'Helladique ancien qui sont apparues directement sur la roche. Il y avait aussi quelques fragments de vaisselle classique et de lampes à huile romaines tardives.
À 150 m de la pyramide ont été découverts de nombreux fragments de poterie du IVe siècle av. J.-C. Dans une fosse à 20 m de l'entrée, on a trouvé des éclats de tuiles, des céramiques brutes et des éclats de pierre. Dans une autre fosse à 50 m à l'est, d'autres fragments de tuiles et de mosaïques ont été trouvés dans du mortier. Un peu plus loin ont été trouvés des blocs de pierre antiques et des éclats glacés noirs du IVe siècle av. J.-C..

## Sources
1. ↑  Erich von Däniken, Im Namen von Zeus. Griechen - Rätsel - Argonauten. Munich, 2001, p. 83-86
2. ↑  Urs Eugster, Die Pyramiden von Griechenland., 2008
3. ↑  Pyramide de Viglaphia 36° 31′ 46″ N, 22° 58′ 35″ E, selon Wikimapia
4. ↑  Pausanias, Description de la Grèce,2,24,7.
5. ↑  Pausanias, Description de la Grèce,2,25,7.
6. ↑  James Stuart, Nicholas Revett, The Antiquities of Athens and Other Places of Greece, Sicily etc. Supplemantary to the Antiquities of Athens by James Stuart, F.R.S. F.S.A. and Nicholas Revett, London, 1830, p.23
7. ↑  William Martin Leake, Travels in the Morea, vol. 2, London, 1830, p. 339, 343-344
8. ↑  William Martin Leake, Peloponnesiaca. A Supplement to Travels in the Morea, London, 1846, p. 251-252
9. ↑  Abel Blouet, Expédition scientifique de Morée, ordonnée par le gouvernement français. Architecture, sculptures, inscriptions et vues du Péloponèse, des Cyclades et de l'Attique, vol. 2, Paris, 1833, p. 92
10. ↑  Émile Le Puillou de Boblaye, Recherches géographiques sur les ruines de la Morée, Paris, 1836, p. 46
11. ↑  Ludwig Ross, Reisen und Reiserouten durch Griechenland, vol. 1, Berlin, 1841, p. 141-145
12. ↑  Ernst Curtius, Peloponnesos: eine historisch-geographische Beschreibung der Halbinsel, vol. 3, Gotha, 1851, p. 365-366
13. ↑  William George Clark, Peloponnesus: notes of study and travel, London, 1858 p. 98-100
14. ↑  Wilhelm Vischer, Erinnerungen und Eindrücke aus Griechenland, Basel, 1857, p. 325-328
15. ↑  Christos Tsountas, J. Irving Manatt, The Mycenaean age; a study of the monuments and culture of pre-Homeric Greece.Boston et New York, 1897, p. 38-39,
16. ↑  Theodor Wiegand, Die Pyramide von  Kenchreai |Sammelwerk=Mitteilungen des Deutschen Archäologischen Instituts, Athenische Abteilung, vol. 26, 1901, p. 241-246
17. ↑  Louis E. Lord, The Pyramids of Argolis, Hesperia, vol. 7, no 4, 1938, p.481-527
18. ↑  Louis E. Lord, Watchtowers and Fortresses in Argolis, American Journal of Archaeology, vol. 43, no 1, 1939, p. 78-84
19. 1 2 3  Helena M. Fracchia, The Peloponnesian Pyramids Reconsidered, American Journal of Archaeology, vol. 89, no 4, 1985, p. 683-689
20. ↑  Garrett G. Fagan, Archaeological Fantasies: How pseudoarchaeology misrepresents the past and misleads the public, 2006, p. 193-194
21. ↑  Perikles Theocaris, Georgios Veis: Οι πυραμίδες της Αργολίδας in Πρακτικά της Ακαδημίας Αθηνών, Band 70, S. 209–241
22. ↑  Urs Eugster, Die Pyramiden von Griechenland, 2008
23. ↑  P. S. Theocaris, I. Liritzis, R. B. Galloway, Dating of Two Hellenic Pyramids by a Novel Application of Thermoluminiscence, Journal of Archaeological Science, vol. 24, 1997, p. 399-405
24. ↑  Garrett G. Fagan, Archaeological Fantasies: How pseudoarchaeology misrepresents the past and misleads the public, 2006, p.194-202
25. 1 2  Louis E. Lord, The Pyramids of Argolis, Hesperia, vol. 7, no 4, 1938, p.481-527
26. ↑  Theodor Wiegand, Die Pyramide von  Kenchreai, Mitteilungen des Deutschen Archäologischen Instituts, Athenische Abteilung, vol. 26, 1901, p. 245
27. ↑  Robert L. Scranton, The Pottery from the Pyramids, Hesperia, vol. 7, no 4, 1938, p. 528-538